# Badoit
Badoit est une marque d'eau minérale en bouteille naturellement gazeuse appartenant à la Société des eaux minérales d'Évian, filiale de la multinationale agroalimentaire Danone.

## Source
Sa source se situe à Saint-Galmier, dans le département de la Loire. L'eau est captée à plusieurs sources : Fontfort, Centrales, Courbières, Nouvelle,  Rémi, Noël et Romaines, toutes situées sur la commune de Saint-Galmier.

## Propriétés et composition analytique

### Généralités
L’eau minérale de Badoit est une eau naturellement gazeuse, avec adjonction de gaz carbonique. Elle jaillit naturellement gazeuse sous pression à une température constante de 16 °C. Néanmoins, pour les bouteilles en verre, elle est renforcée au gaz de la source.
C'est l’une des eaux minérales françaises les plus riches en magnésium[réf. nécessaire].
Propriétés physico-chimiques :
- Extrait sec à 180 °C : 1 100 mg/l
- pH : 6

| Espèce               | Teneur (mg/L) |
| -------------------- | ------------- |
| Calcium (Ca2+)       | 153           |
| Magnésium (Mg2+)     | 80            |
| Chlorures (Cl−)      | 54            |
| Sodium (Na+)         | 180           |
| Potassium (K+)       | 11            |
| Sulfates (SO42−)     | 35            |
| Bicarbonates (HCO3−) | 1 250         |
| Fluorures (F−)       | 1,2           |
| Silice               | 27            |
| Nitrates             | 7             |

### Radio-éléments
Ces eaux dégagent 70 Bq/L avant traitement, elles contiennent 58 mg/m3 d'uranium, 350 Bq/m3 de radium 226 et 713 Bq/m3 de radium 228. L'eau commercialisée, après traitement, contient 5,45 mg/m3 d'uranium, 28 Bq/m3 de radium 226, 44 Bq/m3 de radium 228.

## Historique

### Origines

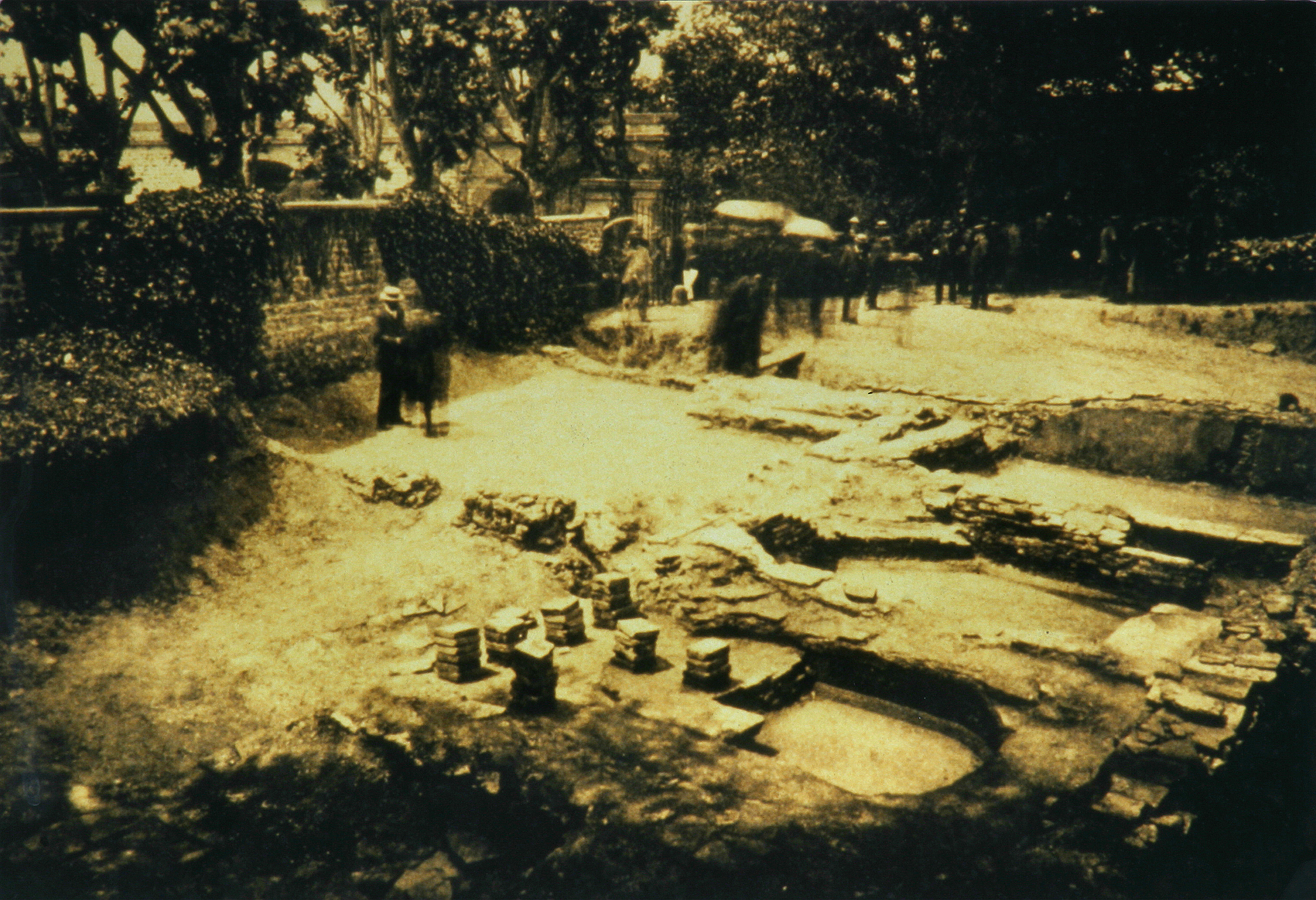
Fouilles archéologiques au XIXe siècle à Saint-Galmier.

Des thermes romains ont été retrouvés exploitant la source et des écrits romains font mention de l'existence d'une eau naturellement gazeuse dans la région.
Au XVIIIe siècle, l'eau est prescrite par les médecins locaux. En 1778, le conseiller et médecin ordinaire du roi Louis XVI, Marin Richard de Laprade (1744-1797) étudie cette eau qu'il qualifie d’apéritive et exhilarante, stimulante pour l’humeur et l’esprit.
En 1837, Auguste Saturnin Badoit, alors âgé de 36 ans, obtient le fermage de la source Fontfort, située à Saint-Galmier, au-dessus de la plaine du Forez. En 1845, pour éviter la concurrence, Auguste Badoit achète d'autres sources qui porteront également son nom. En 1848, le bail de la source Fontfort n'est pas renouvelé. Décision est prise de délaisser le thermalisme et de commercialiser Badoit en bouteille. Auguste Badoit décède en 1858, sa femme et sa fille lui succèdent. Badoit vend alors 1,5 million de bouteilles par an.
En 1859, la société est cédée à un concurrent local, la société André, le gendre d'Auguste Badoit, Benoit Cherbouquet, gardant la direction de la source. En 1870, les bouteilles en grès sont cachetées à la cire et en 1874, une étiquette sur les bouteilles fait son apparition, ce qui singularise la marque, qui doit du même coup lutter contre la contrefaçon. En 1876, Badoit achète les sources centrales de Saint-Galmier, qui vont devenir sa principale source d'eau minérale gazeuse. En 1883, Badoit se dote d'une verrerie à Veauche pour la fabrication de ses bouteilles, ce qui permet à la marque de limiter les coûts d'achat et de transport de ses bouteilles vides. Au fil des années, Badoit achète de nombreuses sources, dont Courbière et Nouvelle en 1886, Rémy et Noël en 1894, et Romaines en 1910. En 1893, Badoit devient une société anonyme, et en 1897, elle est reconnue d'intérêt public par l'Académie de médecine. Badoit remporte plusieurs médailles, dont une médaille d'or à l'exposition universelle de Rome en 1888 et une médaille d'argent à celle de Barcelone la même année[réf. nécessaire].

### Après-guerre
En 1954, Badoit quitte la pharmacie et entre dans les grandes surfaces, ce qui stimule les ventes.
En 1960, Badoit s'associe avec la Société des eaux minérales d'Évian et en 1965, les deux sociétés fusionnent.
En 1970, Badoit est rachetée par le groupe BSN, futur Danone, et en 1973, la bouteille est faite de PVC pour la grande diffusion. En 1982, la Bourse de la création Badoit est créée pour récompenser chaque année les jeunes talents de la restauration[réf. nécessaire]. En 1999, les bouteilles sont désormais en PET, et Danone se désengage de sa filière verre. En 2007, la bouteille en verre fait son retour chez les restaurateurs, et en 2015, Badoit lance son eau en canettes.

## Produits
Badoit vend trois types d'eaux gazeuses : Badoit vert (standard), Badoit rouge (plus pétillante) et Badoit aromatisée (aux fruits et plantes aromatiques).

## Chiffres
Badoit produit 700 000 à 800 000 bouteilles par jour. La marque a vendu 210 millions de litres[Quand ?]. 22 % des volumes sont réalisés en consommation hors domicile (restaurants, bistrots, etc.). En 2012, Badoit représente 12,6 % en volume et 16,1 % en valeur du marché des eaux naturelles gazeuses en France[réf. nécessaire].